# Władysław Mazur (lekkoatleta)
Władysław Witalijowycz Mazur (ukr. Владислав Віталійович Мазур; ur. 21 listopada 1996) – ukraiński lekkoatleta specjalizujący się w skoku w dal.
Na początku swojej kariery startował w skoku wzwyż.
W 2017 zdobył w Bydgoszczy tytuł młodzieżowego mistrza Europy.
Złoty medalista mistrzostw Ukrainy.
Rekordy życiowe: stadion – 8,07 (19 lipca 2018, Łuck); hala – 8,14 (5 marca 2021, Toruń).

## Osiągnięcia
| Rok  | Impreza                               | Miejsce    | Konkurencja | Lokata            | Wynik |
| ---- | ------------------------------------- | ---------- | ----------- | ----------------- | ----- |
| 2013 | Mistrzostwa świata juniorów młodszych | Donieck    | skok wzwyż  | el. – 14. miejsce | 2,07  |
| 2015 | Mistrzostwa Europy juniorów           | Eskilstuna | skok w dal  | el. – 13. miejsce | 7,03  |
| 2017 | Halowe mistrzostwa Europy             | Belgrad    | skok w dal  | el. – 15. miejsce | 7,58  |
| 2017 | Młodzieżowe mistrzostwa Europy        | Bydgoszcz  | skok w dal  | 1. miejsce        | 8,04  |
| 2018 | Mistrzostwa Europy                    | Berlin     | skok w dal  | el. – 13. miejsce | 7,70  |
| 2019 | Halowe mistrzostwa Europy             | Glasgow    | skok w dal  | 8. miejsce        | 7,75  |
| 2019 | Uniwersjada                           | Neapol     | skok w dal  | el. – 17. miejsce | 7,50  |
| 2019 | Światowe wojskowe igrzyska sportowe   | Wuhan      | skok w dal  | 6. miejsce        | 7,73  |